# TDK Electronics
TDK Electronics (vormals EPCOS) ist ein Hersteller von elektronischen Bauelementen und Systemen mit Sitz in München.

## Geschichte
Das Unternehmen ist 1999 aus dem von der Siemens AG und dem japanischen Konzern Matsushita 1989 gegründeten Joint Venture Siemens Matsushita Components hervorgegangen. Die Börsen-Erstnotierung von EPCOS fand am 15. Oktober 1999 zeitgleich in Frankfurt und New York statt, wobei zunächst sowohl Siemens als auch Matsushita jeweils 12,5 % der Anteile hielten. Abgesehen von einem Zwischenspiel im DAX (14. Februar 2000 bis 22. Dezember 2002), war die Aktie im Neuer-Markt-Index Nemax 50 bzw. seinem Nachfolgeindex TecDAX enthalten.
2006 verkaufte Siemens seine Anteile an EPCOS und Mitte Oktober 2006 trennte sich auch Matsushita als weiterer Großaktionär von seinen Anteilen. Der Handel an der New York Stock Exchange wurde 2007 eingestellt. Am 1. Oktober 2009 wurde EPCOS mit dem Bauelementegeschäft von TDK unter dem Dach der in Japan gegründeten TDK-EPC Corporation zusammengeführt. Die Börsennotierung von EPCOS an allen deutschen Börsenplätzen endete Anfang November 2009. Die TDK Corporation hält seit März 2010 alle Aktien der EPCOS AG. Die europäische Vertriebsorganisation von EPCOS wurde zusammen mit dem TDK Vertrieb in Europa in die TDK Europe GmbH ausgegliedert.
Anfang 2016 wurde ein Joint Venture mit Qualcomm namens RF360 (RF360 Holdings Singapore PTE. Ltd.) beschlossen, in das inzwischen das EPCOS Geschäft mit OFW-Komponenten (HF-Filter und Module) samt Fertigung übergegangen ist. Qualcomm bekam die Option, das Joint Venture 30 Monate nach Aufnahme seiner Betriebstätigkeit – also zum August 2019 – komplett zu übernehmen. Das erwartete Transaktionsvolumen wurde auf insgesamt rund 3 Mrd. US-Dollar beziffert.
Am 1. Oktober 2018 wurde das Unternehmen in TDK Electronics umbenannt. Im September 2019 trennte sich TDK Electronics von seinem Anteil am Joint-Venture RF360, welches sich mit der Entwicklung von Hochfrequenz-Oberwellenfiltern unter anderem zur Verwendung im Mobilfunkbereich befasste und verkaufte diesen an seinen bisherigen Partner Qualcomm.

## Produkte
Das Produktportfolio umfasst u. a. Aluminium-Elektrolyt- und Folien-Kondensatoren, Ferrite und Induktivitäten, Piezo- und Schutzbauelemente (Piezokeramik, Überspannungsableiter) sowie EMV-Filter und Sensoren.
Das Unternehmen hat Fertigungs- und Entwicklungsstandorte in Europa, Amerika und Asien. Der Anteil von Mitarbeitern in Niedriglohnländern lag 2018 bei etwa 88 %. 2018 beschäftigte TDK Electronics mit einem Anteil von 68 % mehr als zwei Drittel seiner Mitarbeiter in Asien, 20 % im europäischen Ausland, 5 % in Deutschland sowie 7 % in Amerika.

## Standorte
In Deutschland produziert das Unternehmen in Heidenheim an der Brenz (Kondensatoren und Induktivitäten) und in Berlin (Sensoren und Ableiter). Am Standort Heidenheim arbeiten 2024 etwa 540 Mitarbeiter, von denen bis 2026 etwa die Hälfte abgebaut werden sollen. Die Fertigung am (ehemaligen) Stammsitz in München (OFW-Komponenten) wurde im Februar 2017 in die RF360 überführt – und ist seit September 2019 zu 100 % im Besitz von Qualcomm. Weitere Werke von TDK Electronics sind in Brasilien, Spanien, Indien, Ungarn, Österreich, Tschechische Republik, Italien, Frankreich, Island, Malaysia, Indonesien und China.

## Beteiligungen
Am 27. April 2018 hat TDK Electronics (damals EPCOS) einen Mehrheitsanteil an der Relyon Plasma GmbH erworben.
Die Relyon Plasma GmbH in Regensburg ist ein Forschungs-, Entwicklungs- und Fertigungsunternehmen im Bereich der Plasmatechnologie. Das Unternehmen bietet ein breites Spektrum an modularen Komponenten für die Oberflächenvorbehandlung wie Aktivierung und Feinstreinigung sowie zur Entkeimung, Gewebestimulierung und Geruchsneutralisierung im Labor- und Medizinbereich.